# Kamionka (Pasmo Łopusza i Kobyły)
Kamionka (593 m) – góra w Paśmie Łopusza i Kobyły w Beskidzie Wyspowym, przy jego północnej granicy z Pogórzem Wiśnickim. Znajduje się we wschodniej części długiego grzbietu o mniej więcej równoleżnikowym przebiegu, ciągnącego się od Łopusza Zachodniego nad Żegociną aż po dolinę Białki w Wojakowej. W grzbiecie tym, kolejno od zachodu na wschód wyróżniają się: Łopusze Zachodnie (661 m), Łopusze Środkowe (596 m), Łopusze Wschodnie (612 m), Kamionka (593 m), Kobyła (603 m), Kopiec (585 m) i Szczełba (511 m). Przez grzbiet Kamionki przebiega granica między miejscowościami Kamionka Mała w powiecie limanowskim i Rajbrot w powiecie bocheńskim.
Na południe od Kamionki odbiega płaska grzęda, która poprzez przełęcz przechodzi w stok wzniesienia Jastrząbka. Przez przełęcz tę biegnie szosa z Rozdziela Dolnego do Dobrocieszy. Rejon szczytu Kamionka jest bezleśny, na obydwu jego stokach są pola i zabudowania wsi Kamionka Mała i Rajbrot.
Przez Kamionkę prowadzi szlak turystyczny:
 Żegocina – Łopusze Zachodnie – Łopusze Wschodnie – Kamionka – Kobyła – Mulowiec – Kopiec – Wojakowa.